# Zeltnera calycosa
Zeltnera calycosa är en gentianaväxtart som först beskrevs av Samuel Botsford Buckley, och fick sitt nu gällande namn av G.Mans.. Zeltnera calycosa ingår i släktet Zeltnera och familjen gentianaväxter. Inga underarter finns listade i Catalogue of Life.